# Karl Loewenstein (Jurist)
Karl Loewenstein, vor 1933 teilweise auch: Karl Löwenstein (* 9. November 1891 in München; † 10. Juli 1973 in Heidelberg), war ein deutscher Staats- und Verfassungsrechtler und Politologe, der später die Staatsbürgerschaft der Vereinigten Staaten annahm. Er war einer der profiliertesten Vertreter des Öffentlichen Rechts und ein „Vater“ der modernen deutschen Politikwissenschaft. Heute ist Loewenstein auch über sein Fach hinaus als Vordenker der wehrhaften Demokratie bekannt.

## Leben
Der Sohn des Zinngusswarenfabrikanten Otto Löwenstein und dessen Frau Mathilde, geb. Oppenheimer, studierte nach dem Abitur 1910 am Wilhelmsgymnasium München Jura an den Universitäten Paris, Heidelberg, Berlin und München, wo er 1922 auch promovierte. Im Ersten Weltkrieg war er bis 1919 für das Kriegswucheramt in Bayern tätig. Danach gründete er eine gut gehende Rechtsanwaltskanzlei und trat der Deutschen Demokratischen Partei (DDP) bei. 1931 wurde er habilitiert und Privatdozent an der Rechts- und Staatswissenschaftlichen Fakultät der Münchener Universität.
Durch den nationalsozialistischen Kultusminister Hans Schemm wurde Löwenstein am 11. Oktober 1933 aus dem Staatsdienst entfernt, „weil Staatslehre und Staatsrecht im nationalsozialistischen Staat von einem Nichtarier nicht gelehrt werden können“, und flüchtete im Dezember 1933 in die USA. Von 1934 bis 1936 arbeitete er an der Yale University in New Haven (Connecticut) und ging anschließend zum Amherst College nach Massachusetts. Seine Dissertationsschrift wurde 1936 auf die Liste des schädlichen und unerwünschten Schrifttums gesetzt, der Doktortitel wurde ihm 1941 entzogen. Zwischen 1942 und 1944 war er als Berater für den amerikanischen Generalstaatsanwalt tätig. In dieser Funktion war er mit Fragen der Staatsschutzgesetzgebung der amerikanischen Staaten betraut. 1942 wurde er Leiter des Washingtoner Büros des Emergency Advisory Committee for Political Defense und Sonderbeauftragter für lateinamerikanische Angelegenheiten im US-Justizministerium.
Nach dem Zweiten Weltkrieg kehrte er kurzzeitig als US-amerikanischer juristischer Berater im Alliierten Kontrollrat nach Deutschland zurück. Er erarbeitete maßgeblich den Entwurf zum Kontrollratsgesetz Nr. 16 (Ehegesetz), der nur noch in einigen eher unbedeutenden Punkten geändert und am 20. Februar 1946 verabschiedet wurde. Im September 1945 veranlasste er die Verhaftung von Carl Schmitt und die Beschlagnahme seiner Bibliothek. 1946 hielt er eine Gastvorlesung in der Münchener Universität. 1956 erhielt er in München als Wiedergutmachung für die Vertreibung aus Deutschland eine Professur für Politische Wissenschaften und Rechtspolitik – unter der Bedingung, dass er sich für das laufende Wintersemester beurlauben lasse und gleich anschließend seine Emeritierung einreiche. Das Wiedergutmachungsverfahren war überschattet von Konflikten zwischen dem Emigranten und einigen aus der Zeit des Nationalsozialismus stark belasteten Mitgliedern des Lehrkörpers.
Nach der Emeritierung luden ihn Universitäten in Berlin, Kyoto, Mexiko-Stadt und Basel zu Gastprofessuren ein. Bei der Feier des Goldenen Doktorjubiläums, das die Universität München eigenmächtig auf das Jahr 1969 vorverlegt hatte, wurde der Titelentzug von 1941 verschwiegen, weil den Mitgliedern der Juristischen Fakultät „zum ehrlichen Umgang mit der jüngsten Geschichte der Mut fehlte“.
Loewensteins Erinnerungen erschienen posthum 2023. Ein Jahr später wurde seine bis dahin unveröffentlichte „Apologie des liberalen Staatsdenkens“ publiziert. Im wissenschaftlichen und politischen Diskurs kam es infolgedessen zu einer kleinen Loewenstein-Renaissance.

## Verfassungslehre
Loewenstein gehört mit Karl Mannheim, der wie er während des Nationalsozialismus im Exil lebte, zu den Ideengebern einer „streitbaren“ oder „wehrhaften Demokratie“. Loewenstein entwarf 1937 vor dem Hintergrund der Erfahrungen mit dem Nationalsozialismus das Modell der „militant democracy“. Erste Grundgedanken zu diesem Konzept hatte er bereits auf der vorerst letzten Tagung der Vereinigung der Deutschen Staatsrechtslehrer im Herbst 1931 und in seiner 1932 verfassten, posthum veröffentlichten „Apologie des liberalen Staatsdenkens“ entwickelt.
Karl Loewenstein schrieb zeit seines Lebens an einem vergleichenden Verfassungsrecht, das er 1959 als Werk unter dem Namen Verfassungslehre (im Original: Political Power and the Governmental Process) veröffentlichte. Das Buch beinhaltet die Unterscheidung zwischen autokratischen Staaten und konstitutionellen Demokratien. Für Letztere standen der Gebrauch von Macht und die Vermeidung von Machtmissbrauch als Leitmotive der Gültigkeitsnormen. Das Verhältnis zwischen Macht und Recht ist Loewensteins Meinung nach problematisch und führt zu einer zwanggemäßen Struktur im Staat selbst. Der autokratische Staat definiert das Verhältnis zwischen Macht und Recht als unproblematisch. Dies ergibt sich daraus, dass in solch einem System aufgrund seiner Struktur beide Gewalten (Recht, Macht) ausschließlich an den absoluten Herrscher gebunden sind. Karl Loewenstein untersuchte die Verfassungssysteme nicht nach Werte-, sondern nach Strukturgesichtspunkten.
Loewenstein unterscheidet sechs Regierungstypen der konstitutionellen Demokratie:
- die unmittelbare Demokratie (zum Beispiel griechische Stadtstaaten)
- die Versammlungsregierung (zum Beispiel Langes Parlament in England; Frankreich 1793)
- die parlamentarische Regierung,
- die Kabinettsregierung (in Großbritannien),
- den Präsidentialismus (in den USA),
- die direkte Demokratie in der Schweiz.

Von besonderer Bedeutung war für Karl Loewenstein die parlamentarische Regierung, da er ihr eine ausgleichende Wirkung zwischen Versammlung und Regierung zuschreibt. Durch diese Regierungsform findet der Versuch eines Machtausgleichs statt, so soll keine der beiden Seiten eine hervorgehobene Rolle einnehmen, sie kontrollieren sich gegenseitig. Loewenstein beschreibt, dass sich in diesem Dualismus die beiden Machtträger in die beiden Funktionen der Gestaltung der politischen Grundsatzentscheidung und die Ausführung dieser Entscheidung im Wege der Gesetzgebung teilen. Als „Idealtypus“ verstünde Loewenstein das vollkommene Gleichgewicht, indem Regierung und Parlament über symmetrische, gleichwertige Machtressourcen verfügen und periodisch durch Wahlen vom Souverän, dem Volk, kontrolliert werden. Löwenstein greift auf die Historie, die der französischen Revolution, zurück, wenn er behauptet, dass seit 1789 die Geschichte der konstitutionellen Regierung nichts anderes sei als die Suche nach der Zauberformel für die Schaffung und Erhaltung eines Gleichgewichts zwischen Regierung und Parlament.
Loewenstein definiert die parlamentarische Regierung folgendermaßen:
- Mitglieder der Regierung sind auch Mitglieder des Parlaments,
- Kabinett ist wie ein Ausschuss des Parlaments,
- pyramidenförmiger Aufbau der Regierung mit Premierminister bzw. Ministerpräsident an der Spitze,
- Regierung ist so lange im Amt, wie sie von der Parlamentsmehrheit gestützt wird,
- politische Grundsatzentscheidungen und Gesetzgebung sind grundsätzlich zwischen Regierung und Parlament geteilt,
- gegenseitige politische Kontrolle von Regierung und Parlament durch die Instrumente Parlamentsauflösung und Misstrauensvotum.

Den letzten Punkt hält Loewenstein für besonders wichtig für das parlamentarische System: Fehlen die Instrumente Parlamentsauflösung und Misstrauensvotum, so kommt dies einer ernsthaften Beschneidung eines authentischen parlamentarischen Systems gleich. Das parlamentarische System kann so nur schwer funktionieren oder hat in diesem Falle eventuell schon gänzlich aufgehört zu funktionieren.
Karl Loewenstein unterteilt den Typ der parlamentarischen Regierung in vier Formen:
- den klassischen Parlamentarismus (dualistische Exekutive; Frankreichs 3. und 4. Republik),
- den unechten Parlamentarismus (zweigeteilte Exekutive; Weimarer Republik),
- den kontrollierten Parlamentarismus (Bundesrepublik Deutschland; Bonner Republik),
- den gebändigten Parlamentarismus (Frankreichs 5. Republik).

Karl Loewenstein sieht Frankreichs 3. und 4. Republik als klassischen Parlamentarismus an, wo sich Präsident und Regierung in einer dualistischen Exekutive gegenüberstehen, die eigentliche Macht liegt beim Premierminister – im Gegensatz zum „unechten“ Parlamentarismus der Weimarer Republik, in der es eine zweigeteilte Exekutive gibt, die den Premierminister von Parlament und Präsident doppelt abhängig macht. Das westdeutsche System betrachtet er kritisch als „demoautoritär“, wobei das Parlament zwar demokratisch gewählt wird, dann aber während der Legislaturperiode autoritär und ohne parlamentarische Begrenzung und Wählerwillen Macht ausübt.
Frankreichs 5. Republik, die er als gebändigten Parlamentarismus beschreibt, übergibt die politische Macht vom Parlament auf die Regierung und den Präsidenten. Den Bedeutungsverlust des Parlaments sieht Loewenstein sowohl positiv als auch negativ: Zum einen entspricht die Stärkung von Präsident und Regierung dem damaligen (1958) Bedürfnis der Zeit, auf der anderen Seite ist die Entmachtung des Parlaments aber auch eine reaktionäre Rückwärtsentwicklung.
Das politische System Großbritanniens, welches Loewenstein Kabinettsregierung nennt, beschreibt er, im Gegensatz zu den parlamentarischen System, durchweg positiv; es zeichnet sich durch sechs Züge aus:
- Zweiparteiensystem,
- Kabinettsmitglieder sind auch Parlamentsmitglieder,
- Premierminister ist gleichzeitig Führer der Mehrheitspartei und mit herausragender Stellung gegenüber dem Kabinett,
- Regierung mit voller Kontrolle über Gesetzgebung, Unterhaus (House of Commons) oft auf Bestätigung der Regierungs-Gesetzesinitiativen beschränkt,
- Politische Kontrolle durch beide Häuser des Parlaments und durch die Wählerschaft,
- Fraktions- und Parteidisziplin.

Die Verschmelzung der zwei Machtträger Parlament und Regierung zu einem Machtmechanismus sowie das von Loewenstein positiv hervorgehobene Zweiparteiensystem machen die Kabinettsregierung in Loewensteins Augen zum erfolgreichsten Regierungssystem der heutigen Zeit. Der für das System des Präsidentialismus unverzichtbare Faktor der Kooperation zwischen den de facto unabhängigen, geteilten Machtträgern Präsident und Kongress – im Besonderen wirken zum Beispiel in den USA die Parteien als Vermittler zwischen den Machtträgern – sorgt für das Gelingen und die Legitimation des präsidentiellen Systems. Die dem US-amerikanischen Präsidentialismus nahestehenden politischen Systeme Lateinamerikas klassifiziert Loewenstein dagegen als neopräsidentiell und ordnet sie der Autokratie zu. Da in diesen Systemen der Präsident über allen anderen Staatsorganen steht, hat dieser Typus einen autoritären Charakter und ist mit dem eigentlichen Präsidentialismus nicht zu vergleichen.

## Politikwissenschaftliche Ansätze
Karl Loewenstein beeinflusste maßgeblich die Parlamentarismusdebatte im Nachkriegsdeutschland mit seiner an Max Weber orientierten Verfassungs- und Parlamentarismusforschung sowie der Auseinandersetzung mit dem plebiszitären Führerstaat. Er galt als einer der großen Kenner des ausländischen Verfassungsrechts. Nebenbei veröffentlichte er Studien zur englischen sowie US-amerikanischen Verfassungsgeschichte und Struktur bzw. entfaltete die Dialektik von Institutionen und der Ideologie.

## Werke (Auswahl)
- Minderheitsregierung in Großbritannien. Verfassungsrechtliche Untersuchungen zur neuesten Entwicklung des britischen Parlamentarismus. Schweitzer, München 1925, zuerst in: Annalen des deutschen Reiches 56/58 (1923/1925).
- Erscheinungsformen der Verfassungsänderung. Verfassungsrechtsdogmatische Untersuchungen zu Artikel 76 der Reichsverfassung (= Beiträge zum öffentlichen Recht der Gegenwart, Bd. 2). Mohr-Siebeck, Tübingen 1931 (Zugleich: Habil.-Schrift, Universität München, 1931).
- Political power and the governmental process. The University of Chicago Press, Chicago 1957, übersetzt von Rüdiger Boerner als Verfassungslehre. Mohr-Siebeck, Tübingen 1959, 4. Aufl., als unveränderter Nachdruck der 3. Auflage, Mohr-Siebeck, Tübingen 2000, ISBN 3-16-147432-5 Rezension von Ralf Hansen auf Jurawelt.com.
- Verfassungsrecht und Verfassungspraxis der Vereinigten Staaten (= Enzyklopädie der Rechts- und Staatswissenschaft. Abteilung Rechtswissenschaft). Springer, Berlin 1959.
- Staatsrecht und Staatspraxis Großbritanniens. 2 Bde. (= Enzyklopädie der Rechts- und Staatswissenschaft. Abteilung Rechtswissenschaft). Springer, Berlin 1967.
- Kooptation und Zuwahl. Über die autonome Bildung privilegierter Gruppen. Alfred Metzner Verlag, Frankfurt am Main 1973, ISBN 3-7875-5230-8.
- Des Lebens Überfluß. Erinnerungen eines ausgewanderten Juristen. Herausgegeben von Oliver Lepsius, Robert Chr. van Ooyen und Frank Schale, Mohr Siebeck, Tübingen 2023, ISBN 978-3-16-162509-1.
- Apologie des liberalen Staatsdenkens. Herausgegeben von Michael Kubitscheck, Klostermann Verlag, Frankfurt am Main 2024, ISBN 978-3-465-04655-4.